# Fairford
Fairford är en stad och en civil parish i distriktet Cotswold i grevskapet Gloucestershire i England. Orten har 3 236 invånare (2011). Staden nämndes i Domedagsboken (Domesday Book) år 1086, och kallades då Fareforde.